# Миш-маш

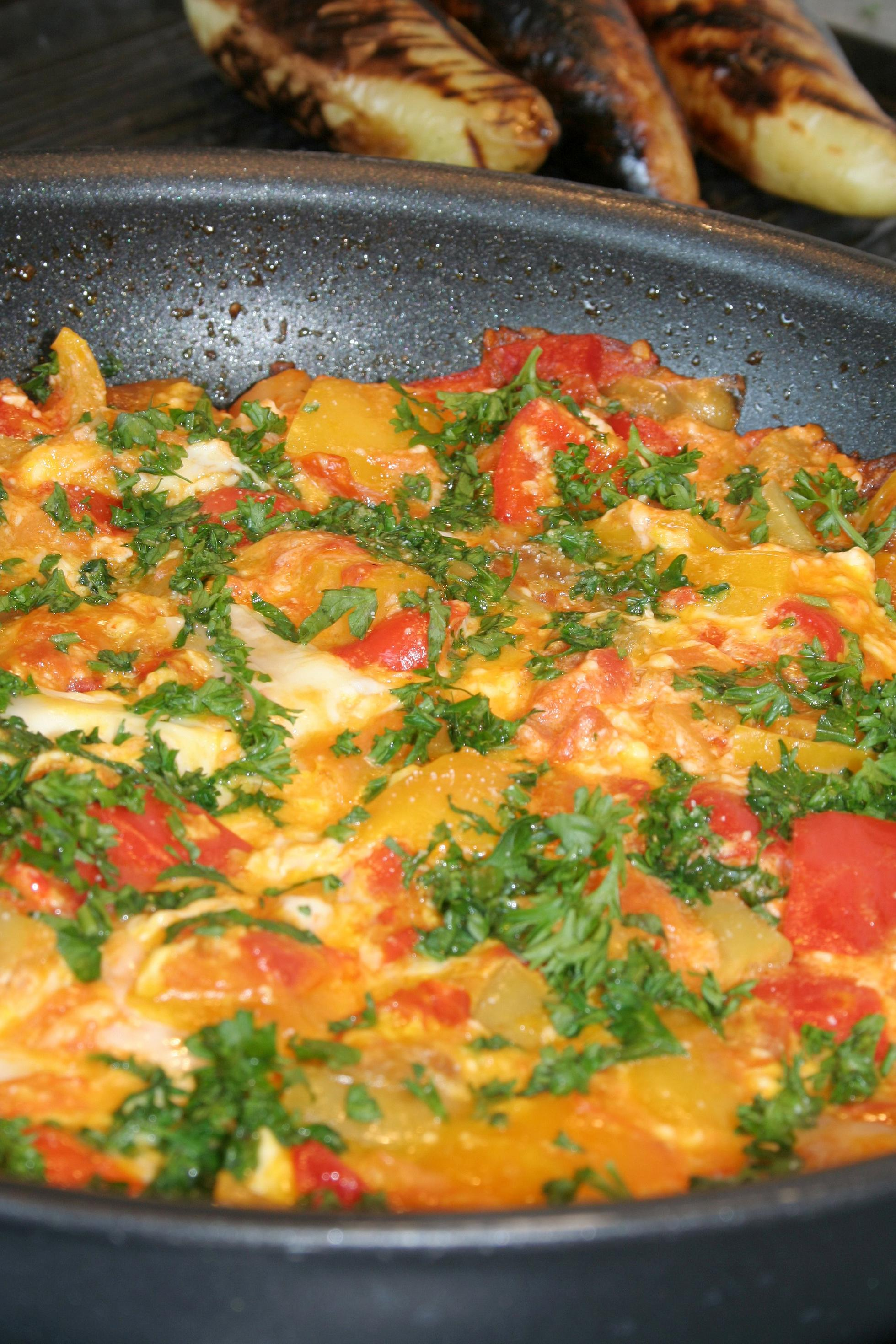
Міш-маш

Міш-маш (нім. Mischmasch)  це пісна страва, приготована з цибулі, перцю, помідорів, бринзи та яйця, характерна для болгарської кухні. Існують варіанти при яких у страву додають баклажани, бамію або моркву, як з бринзою так і без неї.

## Приготування, сервірування та вживання
Традиційно Міш-маш готують з нарізаних перців і томатів, які тушаться у розігрітій олії на помірному вогні. Перці можуть бути заздалегідь запечені та очищені або нарізані в сирому вигляді. До суміші додають яйця та бринзу, для загустіння. Цю страву можна приготувати і на пательні, і у духовці.
Зазвичай страву подають теплою. Можливо страву зберегти протягом тривалого часу, приготовану тільки з овочів, тільки перед використанням додати яйця та бринзу.